# Patente del Sofosbuvir

Sofosbuvir

Una patente farmacéutica, hace referencia a un derecho que un Estado concede al autor de una invención, en este caso el desarrollo de un fármaco, y que confiere a su titular la posibilidad de uso y explotación en exclusiva de la invención, durante 20 años desde la presentación de la solicitud, a cambio de la divulgación de la misma. En ningún caso se garantiza que el titular de la invención pueda comercializar con ella.
Sofosbuvir es un antiviral de acción directa que ha sido autorizado para el tratamiento de la hepatitis crónica por virus C (VHC) en adultos. Se trata de un inhibidor de la polimerasa NS5B del virus, que se utiliza en combinación con otros fármacos activos frente al VHC, en función del genotipo del virus que tenga el paciente. La dosis recomendada es de un comprimido de 400 mg al día. Inicialmente fue utilizado junto con interferón pegilado y ribavirina, pero en el momento actual (abril de 2015) se utiliza también asociado a otros antivirales orales de reciente introducción como simeprevir, daclatasvir o ledipasvir. El tratamiento con Sofosbuvir combinado con otros fármacos tiene éxito hasta en el 95% de los pacientes.

## Descubrimiento y registro
Sofosbuvir, fue descubierto por Pharmasset en 2008 y desarrollado por Gilead Sciences (la farmacéutica Pharmasset fue comprada por Gilead en 2012). El 6 de diciembre de 2013 Sofosbuvir fue aprobado en los EE. UU., y poco tiempo después fue lanzado al mercado bajo el nombre comercial SOVALDI®. Se trataba de un fármaco protegido por una patente y con un coste muy elevado. El tratamiento durante 12 semanas cuesta en torno a los 40.000 euros.
Debido al alto coste que supone el tratamiento con este fármaco, surgió una polémica a nivel mundial, en la que se contraponen los intereses económicos de la Gilead Sciences, que busca aprovechar la patente para rentabilizar el dinero invertido en la investigación y el desarrollo del fármaco, y la moralidad humana de curar a los afectados por la hepatitis C. Tal es el alcance de la polémica que han sido numerosas las acciones de protesta.

## Legislación española
La Ley de Patentes española establece que por motivo de interés público el Gobierno podrá conceder licencias obligatorias. Las condiciones que exige para ello son que “la iniciación, el incremento o la generalización de la explotación del invento, en este caso el sofosbuvir, o la mejora de las condiciones en que tal explotación se realiza sean de primordial importancia para la salud pública”. En otras palabras, la protección intelectual se puede suspender en caso de crisis sanitaria.
Los Aspectos de los Derechos de Propiedad Intelectual relacionados con el Comercio (ADPIC) de la Organización Mundial del Comercio de 1995, que España firmó, contemplan la posibilidad de saltarse el derecho de la patente mediante la figura de la licencia obligatoria que puede imponer un Estado si considera que es necesario para proteger la salud pública. Esto implica la posibilidad de fabricar un genérico, compensando con un royalty al laboratorio que tenga la patente. Esta práctica solo está contemplada en casos de emergencia nacional u otras circunstancias de extrema urgencia, como por ejemplo una emergencia sanitaria.

## Controversia internacional
En 2014, la ONG internacional I-MAK (Iniciativa de Medicamentos, Acceso y Conocimiento), y la farmacéutica de genéricos india NatcoPharma, recusó la patente de Sofosbuvir en India. En 2015, la oficina de patentes de este país les dio la razón y rechazó la inscripción de Sovaldi por no ser lo bastante novedoso. 
Médicos del Mundo anunció el 10 de febrero de 2015 la presentación de una oposición legal a la patente europea de este fármaco, producido por el laboratorio Gilead. Médicos del Mundo ha optado por un recurso jurídico que consiste en impugnar o recusar la patente, y si obtienen la razón, otros laboratorios podrán fabricarlo como genérico y venderlo a un coste muy inferior. Su reclamación se basa en el hecho de que la molécula llamada Sofosbuvir no aporta suficiente novedad para justificar una patente. Existe otra patente que cubre los compuestos activos de Sofosbuvir a la que Gilead también puede acogerse para proteger su exclusiva. 